# Ерик XIV Шведски
Ерик XIV или Ерих XIV  (13. децембар 1533, Стокхолм - 26. фебруар 1577, Ербихус) је био шведски краљ (1560—1568) из династије Васа. Био је син Густава Васе  и његове прве супруге Катарине од Сакс-Лаенбурга.
Године 1560. године умро му је отац и он је дошао на престо у Шведској. У време је његове владавине постојало једно политичко питање, које се тицало не само Шведске, већ и свих суседних земаља и које је доста допринело ступању Швеђана на широко поприште опште европске политике. То је било питање о господарству над Балтичким морем, које је при крају средњег века постало од великог трговачког значаја. Шведска је тада јавно испољла своју намеру да ово море учини својим језером, тј. да по могућности завлада свим његовим обалама. Да би постигла то, потребно јој је било ратовати са свим народима, који су живели око тог мора.
Ерик је стога прво имао неколико сукоба с Данском-Норвешком, која задуго не изгуби наде на повратак своје власти над целом Скандинавијом; али сви ти сукоби били су на штету Данске која се посебно трудила да сачува свој положај на улазу овог мора, где је наплаћивала велику царину на пролазну купљу. Пошто је још раније Шведској припојена Финска, а земља се ширила ка југу, Ерик XIV је добио један део Ливоније  искористивши рат који је земља водила с Руским царством. Он је са Данском и Државном заједницом Пољске и Литваније поделио највећи део Ливоније који Русија није освојила, док је један део — Курландија — претворен у световно војводство, које је постало вазал Државне заједнице Пољске и Литваније . Овом деобом Ерик је добио Естонију , али је, као и остале земље, хтео да прошири те добијене области. Тако да је убрзо дошло ду сукоба између Ерика и Данске .
Године 1568. Ерика је с престола збацио Јуан III Шведски. Ерик је потом живео још 11 година. Умро је 26. фебруара 1577. године у Ербихусу.

## Породично стабло
|  |                                |  |  |  |  |  |  |  |  |  |  |  |  |  |  |  |
|  | 2. Густав Васа                 |  |  |  |  |  |  |  |  |  |  |  |  |  |  |  |
|  |                                |  |  |  |  |  |  |  |  |  |  |  |  |  |  |  |
|  |                                |  |  |  |  |  |  |  |  |  |  |  |  |  |  |  |
|  | 1. Ерик XIV Шведски            |  |  |  |  |  |  |  |  |  |  |  |  |  |  |  |
|  |                                |  |  |  |  |  |  |  |  |  |  |  |  |  |  |  |
|  |                                |  |  |  |  |  |  |  |  |  |  |  |  |  |  |  |
|  | 3. Catherine of Saxe-Lauenburg |  |  |  |  |  |  |  |  |  |  |  |  |  |  |  |
|  |                                |  |  |  |  |  |  |  |  |  |  |  |  |  |  |  |
|  |                                |  |  |  |  |  |  |  |  |  |  |  |  |  |  |  |